# 싱가포르 국립박물관
싱가포르 국립박물관(영어: National Museum of Singapore)은 싱가포르에 있는 박물관이다. 싱가포르 시민과 영주권자는 입장이 무료다.